# Aptostichus stephencolberti
Aptostichus stephencolberti là một loài nhện trong họ Cyrtaucheniidae. Loài này phân bố ở Hoa Kỳ.